# Стожне (Елцький повіт)
Стожне (пол. Stożne, нім. Sprindenau) — село в Польщі, у гміні Каліново Елцького повіту Вармінсько-Мазурського воєводства.
Населення — 100 осіб (2011).
У 1975-1998 роках село належало до Сувальського воєводства.

## Демографія
Демографічна структура станом на 31 березня 2011 року:
|          | Загалом | Допрацездатний вік | Працездатний вік | Постпрацездатний вік |
| -------- | ------- | ------------------ | ---------------- | -------------------- |
| Чоловіки | 56      | 9                  | 40               | 7                    |
| Жінки    | 44      | 11                 | 21               | 12                   |
| Разом    | 100     | 20                 | 61               | 19                   |